# Saint-Ouen-de-Mimbré
Saint-Ouen-de-Mimbré ist eine französische Gemeinde mit 914 Einwohnern (Stand 1. Januar 2022) im Kanton Sillé-le-Guillaume im Département Sarthe in der Region Pays de la Loire.

## Geographie

### Lage
Saint-Ouen-de-Mimbré liegt ca. 30 Kilometer nördlich von Le Mans, ca. 15 Kilometer südlich von Alençon und drei Kilometer östlich von Fresnay-sur-Sarthe. Die Sarthe fließt drei Kilometer westlich.
Saint-Ouen besteht aus einem kleinen Ortskern und einigen kleineren, verstreuten Siedlungen, sogenannte Lieu-dits, wie z. B. la Touche, Villemeinte, la Hotterie, Brieux oder le petit Mesnil.

### Nachbargemeinden
| Assé-le-Boisne     | Saint-Victeur                               | Fyé                      |
| Fresnay-sur-Sarthe | Kompassrose, die auf Nachbargemeinden zeigt |                          |
|                    |                                             | Saint-Germain-sur-Sarthe |

## Geschichte

### Einwohnerentwicklung
1793 hatte Saint-Ouen-de-Mimbré 1017 Einwohner, bis 1831 erhöhte sich die Bevölkerungszahl auf 1317 Einwohner. Diese Zahl ist lange gesunken, bis sie 1968 nur noch 589 betrug. Seitdem ist die Bevölkerungszahl wieder gestiegen und betrug 2011 982 Einwohner.
| Jahr      | 1962 | 1968 | 1975 | 1982 | 1990 | 1999 | 2007 | 2015  |
| --------- | ---- | ---- | ---- | ---- | ---- | ---- | ---- | ----- |
| Einwohner | 666  | 589  | 650  | 766  | 741  | 750  | 833  | 1.006 |

## Bevölkerung
Die Bevölkerungsstruktur von Saint-Ouen weist einen großen Anteil junger Menschen auf, während nur 21,6 % über 60 sind, sind 23 % unter 15 Jahre alt. Der Anteil der unter 15-Jährigen ist von 2006 bis 2011 um 3,5 % gestiegen, während der Anteil der über 60-Jährigen stagnierte.
| Männer | Alterstufe    | Frauen |
| ------ | ------------- | ------ |
| 22,6   | 0–14 Jahre    | 23,4   |
| 13,0   | 15–29 Jahre   | 14,8   |
| 21,1   | 30–44 Jahre   | 20,3   |
| 21,1   | 45–59 Jahre   | 20,5   |
| 18,0   | 60–74 Jahre   | 14,1   |
| 3,7    | 75–89 Jahre   | 6,8    |
| 0,4    | über 90 Jahre | 0,2    |

## Politik
Die Generalrätin für den Kanton Fresnay-sur-Sarthe, in dem sich auch Saint-Ouen befindet, ist die Bürgermeisterin von Fresnay-sur-Sarthe Fabienne Labrette-Ménager (UMP). In der Nationalversammlung wird Saint-Ouen durch die Abgeordnete des ersten Wahlkreises des Départements Sarthe Françoise Dubois (PS) vertreten.
| Ergebnisse der zweiten Wahlgänge der Präsidentschaftswahlen in Frankreich | Ergebnisse der zweiten Wahlgänge der Präsidentschaftswahlen in Frankreich | Ergebnisse der zweiten Wahlgänge der Präsidentschaftswahlen in Frankreich | Ergebnisse der zweiten Wahlgänge der Präsidentschaftswahlen in Frankreich | Ergebnisse der zweiten Wahlgänge der Präsidentschaftswahlen in Frankreich | Ergebnisse der zweiten Wahlgänge der Präsidentschaftswahlen in Frankreich | Ergebnisse der zweiten Wahlgänge der Präsidentschaftswahlen in Frankreich | Ergebnisse der zweiten Wahlgänge der Präsidentschaftswahlen in Frankreich |
| Jahr                                                                      | Gewählter                                                                 | Gewählter                                                                 | Gewählter                                                                 | Gegenkandidat                                                             | Gegenkandidat                                                             | Gegenkandidat                                                             | Beteiligung                                                               |
| ------------------------------------------------------------------------- | ------------------------------------------------------------------------- | ------------------------------------------------------------------------- | ------------------------------------------------------------------------- | ------------------------------------------------------------------------- | ------------------------------------------------------------------------- | ------------------------------------------------------------------------- | ------------------------------------------------------------------------- |
| 2002                                                                      | 79,39 %                                                                   | Jacques Chirac                                                            | RPR                                                                       | 20,61 %                                                                   | Jean-Marie Le Pen                                                         | FN                                                                        | 77,65 %                                                                   |
| 2007                                                                      | 51,69 %                                                                   | Nicolas Sarkozy                                                           | UMP                                                                       | 48,31 %                                                                   | Ségolène Royal                                                            | PS                                                                        | 86,95 %                                                                   |
| 2012                                                                      | 49,91 %                                                                   | François Hollande                                                         | PS                                                                        | 50,09 %                                                                   | Nicolas Sarkozy                                                           | UMP                                                                       | 87,06 %                                                                   |
| Ergebnisse der zweiten Wahlgänge der Wahlen zur Nationalversammlung       |                                                                           |                                                                           |                                                                           |                                                                           |                                                                           |                                                                           |                                                                           |
| Jahr                                                                      | Gewählter                                                                 | Gewählter                                                                 | Gewählter                                                                 | Gegenkandidat                                                             | Gegenkandidat                                                             | Gegenkandidat                                                             | Beteiligung                                                               |
| 2002                                                                      | 49,74 %                                                                   | Pierre Hellier im 1. Wahlgang gewählt                                     | UMP                                                                       | 32,47 %                                                                   | Marietta Karamanli                                                        | PS                                                                        | 64,08 %                                                                   |
| 2007                                                                      | 55,77 %                                                                   | Fabienne Labrette-Ménager                                                 | UMP                                                                       | 44,23 %                                                                   | Françoise Dubois                                                          | PS                                                                        | 64,15 %                                                                   |
| 2012                                                                      | 51,81 %                                                                   | Françoise Dubois                                                          | PS                                                                        | 48,19 %                                                                   | Fabienne Labrette-Ménager                                                 | UMP                                                                       | 65,94 %                                                                   |
| Die zwei besten Ergebnisse bei den Europawahlen                           |                                                                           |                                                                           |                                                                           |                                                                           |                                                                           |                                                                           |                                                                           |
| Jahr                                                                      | Gewählter                                                                 | Gewählter                                                                 | Gewählter                                                                 | Gegenkandidat                                                             | Gegenkandidat                                                             | Gegenkandidat                                                             | Beteiligung                                                               |
| 2004                                                                      | 32,58 %                                                                   | Bernard Poignant                                                          | PS                                                                        | 11,74 %                                                                   | Roselyne Bechelot                                                         | UMP                                                                       | 42,19 %                                                                   |
| 2009                                                                      | 22,69 %                                                                   | Christophe Béchu                                                          | UMP                                                                       | 18,91 %                                                                   | Bernadette Vergnaud                                                       | PS                                                                        | 39,91 %                                                                   |
| 2014                                                                      | 33,92 %                                                                   | Listenwahl                                                                | FN                                                                        | 18,53 %                                                                   | Listenwahl                                                                | UMP                                                                       | 45,60 %                                                                   |
| Die zwei besten Ergebnisse der Regionalratswahlen                         |                                                                           |                                                                           |                                                                           |                                                                           |                                                                           |                                                                           |                                                                           |
| Jahr                                                                      | Gewählter                                                                 | Gewählter                                                                 | Gewählter                                                                 | Gegenkandidat                                                             | Gegenkandidat                                                             | Gegenkandidat                                                             | Beteiligung                                                               |
| 2004                                                                      | 55,58 %                                                                   | Jacques Auxiette                                                          | PS                                                                        | 44,42 %                                                                   | François Fillon                                                           | UMP                                                                       | 66,36 %                                                                   |
| 2010                                                                      | 53,87 %                                                                   | Jacques Auxiette                                                          | PS                                                                        | 46,13 %                                                                   | Christophe Béchu                                                          | UMP                                                                       | 56,74 %                                                                   |
| Ergebnisse des zweiten Wahlgangs der Kanonalwahlen                        |                                                                           |                                                                           |                                                                           |                                                                           |                                                                           |                                                                           |                                                                           |
| Jahr                                                                      | Gewählt                                                                   | Gewählt                                                                   | Gewählt                                                                   | Gegenkandidat                                                             | Gegenkandidat                                                             | Gegenkandidat                                                             | Beteiligung                                                               |
| 2008                                                                      | 53,76 %                                                                   | Fabienne Labrette-Ménager im 1. Wahlgang gewählt                          | UMP                                                                       | 32,47 %                                                                   | Richard Guillot                                                           | PS                                                                        | 76,23 %                                                                   |
| Referenden in Frankreich                                                  |                                                                           |                                                                           |                                                                           |                                                                           |                                                                           |                                                                           |                                                                           |
| Jahr                                                                      | Ja (national)                                                             | Ja (national)                                                             | Ja (national)                                                             | Nein (national)                                                           | Nein (national)                                                           | Nein (national)                                                           | Beteiligung                                                               |
| 1992                                                                      | 46,04 %(51,04 %)                                                          | 46,04 %(51,04 %)                                                          | 46,04 %(51,04 %)                                                          | 53,96 %(48,96 %)                                                          | 53,96 %(48,96 %)                                                          | 53,96 %(48,96 %)                                                          | 76,42 %                                                                   |
| 2000                                                                      | 75,17 %(73,21 %)                                                          | 75,17 %(73,21 %)                                                          | 75,17 %(73,21 %)                                                          | 24,83 %(26,79 %)                                                          | 24,83 %(26,79 %)                                                          | 24,83 %(26,79 %)                                                          | 29,13 %                                                                   |
| 2005                                                                      | 29,82 %(45,33 %)                                                          | 29,82 %(45,33 %)                                                          | 29,82 %(45,33 %)                                                          | 70,18 %(54,67 %)                                                          | 70,18 %(54,67 %)                                                          | 70,18 %(54,67 %)                                                          | 70,53 %                                                                   |

### Gemeinderat und Bürgermeister
Die letzten Kommunalwahlen (élections municipales) in Saint-Ouen-de-Mimbré fanden am 23. März 2014 statt. Zum ersten Wahlgang gab es 28 Kandidaten, von denen 15 die absolute Mehrheit der Stimmen erhielten. Alle 15 Sitze des Gemeinderats (conseil minicipal) konnten damit im ersten Wahlgang besetzt werden, es war kein zweiter Wahlgang notwendig.

Der Gemeinderat hat aus seiner Mitte Jean-Louis Clement zum Bürgermeister (Maire) sowie Gilles Canet, Danielle Mertheas, Patrick Chauveau und Yann Gasnier zu Beigeordneten (Adjoints) gewählt.

### Wappen
| Wappen von Saint-Ouen-de-Mimbré | Blasonierung: « D'or, à la croix engrêlée de sable, cantonnée de quatre lions de gueules, armés, lampassés de sable. » (deutsch: „In Gold ein schwarzes Dornenkreuz bewinkelt von vier voneinander abgewendeten roten, schwarz bewehrten und bezungten Löwen.“) |
| Wappen von Saint-Ouen-de-Mimbré | Wappenbegründung: Das Wappen entspricht dem Familienwappen der Herren de Cordouan, Monthavoust, Saint-Ouen de Mimbré. |

## Kultur und Sehenswürdigkeiten

### Bauwerke
- Neo-romanische Kirche Saint-Avoie et Saint-Ouen aus dem 16. und 17. Jahrhundert.
- Château de Mimbré

### Naherholung und Sport
Östlich vom Ortskern befindet sich der See La Carrière, in dessen unmittelbarer Nähe sich zwei Tennisplätze befinden.

## Verkehr
Saint-Ouen-de-Mimbré liegt an der D310, die von Fresnay-sur-Sarthe zur drei Kilometer westlichen Autoroute A 28 (E 402) führt, die von Le Mans nach Alençon führt. Die Autoroute A 81 (E 50) von Le Mans nach Laval verläuft 24 Kilometer südlich.